# Crestline (Nevada)
Crestline é uma comunidade não incorporada no condado de Lincoln, estado do Nevada, nos Estados Unidos.

## Geografia
A comunidade fica localizada próxima da linha de fronteira com o estado de Utah e acerca de 35 quilómetros de Caliente

## História
Crestline foi uma antiga estação da Union Pacific Railroad. Nos primeiros tempos do vapor ajudava as máquinas dos comboios/trens a a deslocarem-se entre Clover Creek e Crestline. Havia em Crestline várias estruturas ferroviárias, mas foram abandonadas pela empresa ferroviária.